# Aspilapteryx
Aspilapteryx is een geslacht van vlinders uit de familie mineermotten (Gracillariidae).

## Soorten
- Aspilapteryx filifera (Meyrick, 1912)
- Aspilapteryx grypota (Meyrick, 1914)
- Aspilapteryx inquinata Triberti, 1985
- Aspilapteryx limosella (Duponchel, 1843)
- Aspilapteryx magna Triberti, 1985
- Aspilapteryx multipunctella (Chrétien, 1917)
- Aspilapteryx seriata (Meyrick, 1912)
- Aspilapteryx spectabilis Huemer, 1994
- Aspilapteryx tessellata (Turner, 1940)
- Aspilapteryx tringipennella (Zeller, 1839)